# Carta de Mayo
Se conoce como Carta de Mayo a la primera constitución de la Provincia de San Juan, dictada en 1828 por impulso del entonces gobernador Salvador María del Carril.

## Contexto y desarrollo histórico
Por un decreto del 6 de junio de 1823 y una ley del 25 de junio, el gobernador Del Carril ordenó una reforma eclesiástica aboliendo el derecho que se cobraba sobre los óleos, secularización de regulares, desvinculación de bienes de manos muertas, relevó a los fieles de llevar capilla y velas y prohibiendo a los clérigos tener bienes particulares por motivo alguno. Estas medidas, concordantes con las de la Asamblea del año XIII, enfrentaron fuertemente a su gobierno con la Iglesia católica.

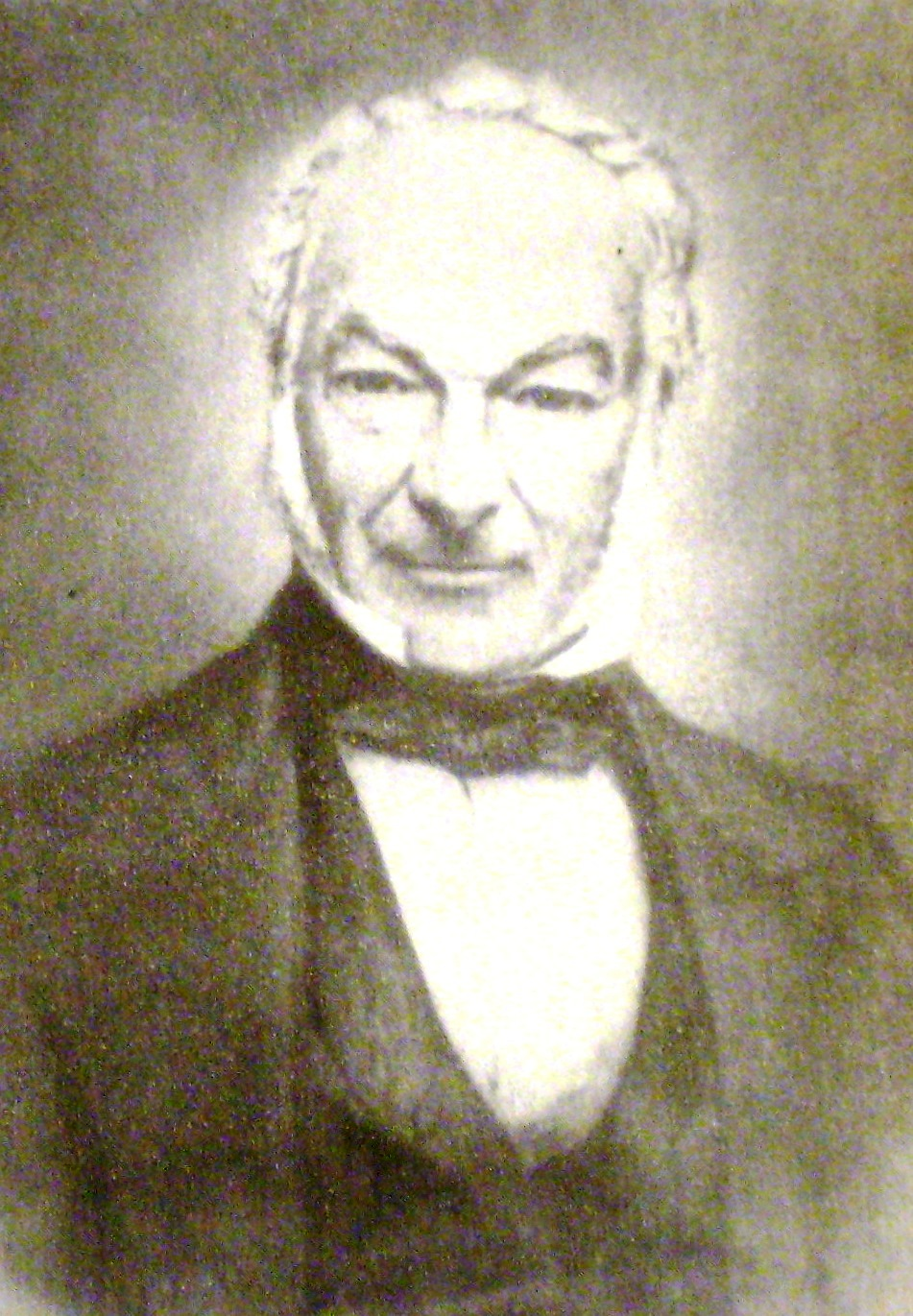
Salvador María del Carril.

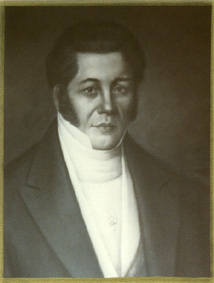
José Rudecindo Rojo

También dispuso la clausura y suspensión a perpetuidad de los conventos de Santo Domingo, San Agustín y La Merced, así como la incautación y posterior liquidación de sus bienes, en principio porque estos conventos no reunían un mínimo de miembros para seguir funcionando.
Al mes siguiente, el sargento Borja Flandes preparó un motín; pero descubierto antes de estallar, fue juzgado y fusilado, sin que este hecho alcanzase a conjurar el mal que ya había tomado muy alarmantes proporciones.
El 6 de junio de 1825, el gobernador Del Carril presenta a la Legislatura de San Juan el proyecto de ley de la denominada Carta de Mayo.
El día 11 se aprobó en general sin observaciones, y los primeros artículos tratados también se aprobaron sin oposiciones hasta que el día 23 de junio se suscitó la controversia por los arts. 16 y 17, que establecían la libertad de cultos y la separación entre religión y Estado.
En esa misma fecha, el presidente de la legislatura informó a la Cámara que había recibido del Poder Ejecutivo tres paquetes conteniendo solicitudes del pueblo. Había más de 1400 personas que pedían la sanción de la Carta de Mayo y 683 que solicitaban que no se sancionaran los artículos 16 y 17. La legislatura discutió si convocaba a los impugnadores a la Cámara, creaba una comisión especial o continuaba el trámite legislativo sin más. Esta última postura, defendida por el ministro-secretario José Rudecindo Rojo, fue la elegida.
El 1 de julio ya se anunciaban las intenciones de la oposición en un bando anónimo fijado en la puerta de la Casa de Gobierno.

"El Ejecutivo, con sus mañas y cohechos, logrará por un momento sancionar lo que quiera, pero su caída está próxima. ¡Ciudadanos! Las leyes obrarán contra él pues habiendo jurado ante el pueblo soberano profesar y defender la religión católica, apostólica y romana, quiere a la fuerza y valido de las bayonetas, intimidar a nuestros representantes y despojarnos de ella".

De los 18 diputados que conformaban la Cámara, 6 se ausentaron, 3 votaron en contra de los artículos 16 y 17, y 9 votaron a favor de la sanción de los mismos. El 6 de julio, la ley fue sancionada y se promulgó el día 13 del mismo mes.
El 26 de junio, un sargento llamado Joaquín Paredes (apodado "Carita"), seguido por un sargento llamado "Chucuaco Moyano" y otro, de raza negra, llamado Maradona, sublevaron el cuartel de San Clemente, ubicado a una cuadra de la Plaza Mayor de la Ciudad de San Juan. Tomaron la cárcel y liberaron a los presos que adhirieron a la causa. Luego de ello, tomaron prisionero al gobernador Del Carril mientras dormía.
Los sediciosos enarbolaron una bandera blanca con una cruz negra y la leyenda "Religión o muerte" a modo de emblema, e hicieron conocer la siguiente proclama:

Los señores comandantes de la tropa defensora de la religión que abajo suscriben, tienen el honor de hacer saber a toda la tierra el modo como cumplen los mandatos de la Ley de Dios:
1º) Que la Carta de Mayo sea quemada en acto público por medio del verdugo, porque fue introducida entre nosotros por la mano del diablo para corrompernos y hacernos olvidar nuestra religión católica, apostólica, romana.
2º) Que la Junta de Representantes sea deshecha y en su lugar se ponga el Cabildo, tal como estaba antes, y toda la administración de justicia.
3º) Cerrar el teatro y el café por estar profanados porque allí concurrían los libertinos para hablar contra la religión.
4º) Que los frailes se vistan de frailes.
5º) Sancionar en toda la provincia la Católica Apostólica Romana como la religión de San Juan.
6º) Imponer una contribución para el pago de la tropa.

Al día siguiente se produjeron algunas escaramuzas con los defensores del gobierno, pero luego de algunos combates con muertos y heridos estos últimos se replegaron a Concepción, donde fueron nuevamente atacados, lo que motivó que se trasladaran a Villa Salvador en la localidad de Angaco.
El mismo día 27 se reunió parte del vecindario en la capilla de San Clemente contigua al cuartel, y proclamó gobernador a Plácido Fernández Maradona, uno de los ideólogos del movimiento subversivo. Éste juró el cargo y designó ministro al presbítero José Manuel Astorga y depositó el mando de las tropas en Juan Antonio Maurín, antiguo capitán del Batallón N°1 de Cazadores de los Andes. Al frente de los sublevados colocó al comandante Manuel Olazábal. La ciudad quedó bajo estado de sitio.
Fernández Maradona liberó a Del Carril y permitió el regreso de sus defensores, a través de un acuerdo con ellos conocido como "Acuerdo de Pedregal de Chimbas".
Durante su mandato, se quemó en una hoguera en la Plaza Mayor la Carta de Mayo y probablemente ejemplares del periódico El Defensor de la Carta de Mayo.
Del Carril huyó a caballo a la provincia de Mendoza con un salvoconducto obtenido por el fraile dominico Roque Mallea, quien le informó que su vida corría peligro si permanecía en San Juan.
En la ciudad de Mendoza requiere ayuda del gobierno local y se reúne con sus adeptos sanjuaninos logrando que la Legislatura mendocina autorice al Poder Ejecutivo 

"a intervenir en los asuntos de San Juan como crea conveniente."

Fernández Maradona por su parte requiere el auxilio de Córdoba y envía a Mendoza a Timoteo Maradona en carácter de delegado quien es encarcelado al momento de su arribo.
La expedición militar para reponer el gobierno de San Juan marcha, previo compromiso de resarcir los gastos de la campaña una vez repuesto el gobierno, en dos columnas formada una por mendocinos a la orden del coronel José Félix Aldao acompañado por sus hermanos y otra del mismo Del Carril formada por sanjuaninos.
El enfrentamiento se dio en la localidad de La Rinconada, actual municipio de Pocito el día 9 de septiembre en lo que se conoce como Primera Batalla de la Rinconada de Pocito donde luego de los primeros enfrentamientos se imponen las tropas de Aldao y en horas de la tarde ya se hallan en la ciudad de San Juan
El 12 de septiembre en una sesión extraordinaria de la Legislatura en la que estaban ausentes los diputados sediciosos Del Carril presenta su renuncia formal.

No puedo continuar al frente de los negocios públicos pues las medidas que tendría que adoptar serían interpretadas como dictadas por un espíritu vengativo pero aconsejo para el bien del país que debe armarse el gobierno de una espada que corte la cabeza del fanatismo y la cadena de la licencia. Hacedlo, pero no dejeis equivocar la necesidad con la venganza.

Aceptada la renuncia, el diputado Ruperto Godoy propone que se deje de lado el mecanismo electoral y se designe por seis meses un gobernador, el que gozará de facultades extraordinarias durante tres meses. Apoyada por unanimidad, la iniciativa se transforma en ley y resulta elegido José Navarro, presidente de la sala en ese momento.
Las penas a los vencidos fueron duras. A José Santiago Paredes se le formó causa criminal. En octubre se conoció la sentencia que afirma que

"su crimen está comprendido en el de alta traición".

Paredes había huido a los Llanos de La Rioja. Enterado Facundo Quiroga de lo resuelto lo remitió inmediatamente a San Juan. Al clérigo Manuel Astorga se lo condenó a la pena de muerte pero por decreto se resolvió que

"esta misma noche, dispensando la pena que tiene bien merecida, saldrá desterrado para el estado de Chile, quedando todos sus bienes conocidos en favor del erario público".

El presbítero Dionisio Rodríguez

"saldrá asimismo, debiendo perder sus bienes si antes no deposita en Tesorería la multa que le ha cabido".

Salieron también desterrados el sacerdote José de Oro, Juan José Robledo y Manuel Torres.

## Contenido
La Carta de mayo fue un documento dictado en consonancia con las disposiciones de la Asamblea del año XIII y a la vanguardia de los principios constitucionalistas de la época.
Establecía los siguientes principios:
- La voluntad popular como autoridad máxima.
- La abolición de la esclavitud. En este aspecto seguía los lineamientos de la Ley de vientres y mantenía la condición de esclavitud de los esclavos existentes.
- La libertad de pensamiento y opinión.
- La inviolabilidad de la persona y de su correspondencia.
- La libertad de comercio e industria.
- La legalidad de los tributos.
- La igualdad de los hombres ante la ley.
- La inviolabilidad del domicilio.
- La libertad de cultos. Esta que fue tal vez la medida más polémica de toda la Carta, presenta un interesante dato histórico: solo había un habitante no católico en todo San Juan, el médico de origen estadounidense Amán Rawson,
- La libertad de peticionar a las autoridades.

## Naturaleza jurídica
En la provincia de San Juan se considera a la Carta de mayo como la primera constitución de la provincia y así se enseña en sus universidades.
Algunos autores sostienen que no se trata de una constitución, sosteniendo mayormente que no establece instituciones políticas de gobierno ni establece las funciones del estado y lo categorizan como una Declaración de Derechos. En general también le niegan el carácter de Carta por no haber sido una concesión graciosa de un soberano a sus súbditos.[cita requerida]